# Вроцлав
Вроцлав (лат. Wratislavia или Vratislavia, чеш. Vratislav, мађ. Boroszló) град је у југозападној Пољској. Историјска је престоница Шлеске. Четврти је град по величини у Пољској. Простире се са обе стране реке Одре. Кроз град протиче пет река: Одра и њене 4 притоке: Бистрица, Олава, Слеза и Видава. Пре Другог светског рата у граду је постојало 303 мостова, али сада се налази само око 220.
Вроцлав је и престоница Доње Шлеског војводства, град са статусом повјата као и седиште вроцлавског повјата у коме се налази и 9 суседних општина. Град је домаћин Европског првенства у фудбалу 2012. и Европска престоница културе 2016.

## Историја
Град се први пут недвосмислено помиње 1000. године при оснивању Вроцлавске бискупије, али је словенско насеље на територији данашњег града постојало најмање 150 година пре овог догађаја. Од краја X века град се налазио под управом династије Пјастовића. Постоје индиције да је, 1035. године, за време тзв. Паганске реакције, саграђена паганска светиња у граду. Године 1335. град је потпао под власт Краљевине Чешке, а потом је (после кратке Мађарске владавине) заједно са чешком круном прикључен Хабзбуршкој монархији. Године 1741. град је заједно са већим делом Шлеске потпао под власт Пруске. Године 1945. град је проглашен тврђавом и уништен у борбама између Црвене армије и Немачке војске. После Другог светског рата Вроцлав је ушао у састав Пољске.
Године 1997. град је као и целу јужну Пољску задесила велика поплава (названа поплава миленијума) у којој је поплављено скоро пола града.

## Демографија
| 1946.   | 1995.   | 2000.   | 2012.   |
| ------- | ------- | ------- | ------- |
| 170.656 | 641.974 | 633.857 | 631.188 |

## Административна подела
Вроцлав је административно подељен на насеља која чине помоћне органе скупштине града. Некада се град састојао од 5 квартова: Псеће Поље, Сродмјешће, Стари Град, Кжики и Фабричина. Ови квартови сада нису званично признати, али и даље представљају критеријум организације многих институција.

## Култура

### Музеји
- Народни
  - Панорама Рацлавицка (део Народног музеја)
  - Етнографски музеј (део Народног музеја)
- Градски музеј
- Академија уметности
- Музеј архитектуре
- Геолошки музеј
- Минералошки музеј (Вроцлавског универзитета)
- Поште и телекомуникација
- Природњачки музеј (Вроцлавског универзитета)

### Позоришта
- Гест
- Филхармонија
- Импарт (Impart) (Центар уметности WOK)
- K2
- Каламбур (Kalambur)
- Камерлани (Kameralny)
- Вроцлавска Опера
- Позориште Лабораторијум (Laboratorium)
- Пољско позориште у Вроцлаву
- Вроцлавска оперета (Operetka Wrocławska)
- Народно позориште више позоришне школе
- Луткарско позориште
- Савремено позориште
- Позориште пантомиме

## Привреда
У Вроцлаву се производе аутобуси, вагони, кућна опрема, хемијска средства и електроника. Задњих година се динамички развија информатички сектор. Град је други финансијски сектор по величини у Пољској (одмах после Варшаве). У граду имају своја седишта многе банке. Град је такође велики центар фармацеутске индустрије.

## Саобраћај
Кроз Вроцлав пролазе: Државни пут бр. 5, Државни пут бр. 8, Државни пут бр. 94. Кроз мали део града пролази и ауто-пут A4.
Вроцлав је важан железнички чвор и из њега воде железничке линије у правцима: Лешно-Познањ, Опоље-Лублињец, Легњица-Згожелец, Глогов-Зјелона Гора, Клодско-Кудова Здрој, Валбжих-Јелења Гора, Олесњица-Остров Вјелкополски. У граду се налази међународни аеродром као и речна лука на Одри.

### Градски масовни транспорт
Масовни транспорт у Вроцлаву се одвија трамвајима и аутобусима. Вроцлавска трамвајска мрежа је једна од већих у држави, међутим не опслужује многе густо насељене делове града. Аутобуске линије опслужује MPK Вроцлав као и мањи приватни превозници: Доње Шлеске Аутобуске Линије (Dolnośląskie Linie Autobusowe) и Урбус Urbus.

## Спорт
- фудбал: 
  - ФК Шлонск Вроцлав (WKS Śląsk Wrocław), Шленза Вроцлав (Ślęza Wrocław).
- кошарка
  - мушкарци: Шлонск Вроцалв (Śląsk Wrocław)
  - жене: ВТК Шленза Вроцлав
- мото-трке: ВТС Вроцлав
- рукомет: Шлонск Вроцлав
- бокс: Гвардија Вроцлав
- одбојка: Гвардија Вроцлав
- амерички фудбал: (The Crew)

## Архитектура и урбанистика Вроцлава
Вроцлав је упркос војном разарању у Другом светском рату (70% грађевина) сачувао велики број старих грађевина или у оригиналном облику или су реконструисане после рата. Међу значајније спадају: готичка градска већница на вроцлавском тргу, готичке цркве: Катедрала светог Јована Крститеља, Црква светог Крста, Црква пресвете Богородице; барокна скупина грађевина Вроцлавског универзитета.

#### Важнија места
- острва на Оодри:
  - Кенпа Мјешчањска (Kępa Mieszczańska)
  - Остров Тумски (Ostrów Tumski); пре је био засебно острво
  - Острво Пјасек (Острво Песак) (Wyspa Piasek)
  - Острво Слодова (Wyspa Słodowa)
  - Велико Острво (Wielka Wyspa)
- Стари град
  - Трг
  - Плац Солни (plac Solny)
  - Нови Трг (Nowy Targ)
  - Улица Свидњицка (Świdnicka)
- Ботаничка башта
- Вештачки парк са јапанским вртом у себи
- Зоо-врт (основан 1865. - највећи број животињских врста у Пољској - 565, укупно око 7100 животиња)
- Старо јеврејско гробље
- Велико острво

## Занимљивости
- 1530 — искован најстарији десетодукатни новац на терену Пољске
- средина XVII века — објављен најстарији на свету лекарски часопис
- 1842 — саграђена прва железничка пруга на терену данашње Пољске
- 1893 — пуштен у саобраћај први електрични трамвај на терену данашње Пољске.
- У граду се налазе једине у Пољској лампе на гас које се ручно опслужују, а раде цео дан.
- Неколико споменика занимљивог облика
  - Споменик Наранџасте Алтернативе у облику патуљка
  - Споменик у сећање на масакр у Пекингу 4. јуна 1989. године
  - необичан споменик „Сећања на жртвене животиње“,

- Споменик Наранџасте Алтернативе у облику патуљка
- Споменик у сећање на масакр у Пекингу
- споменик „Сећање на жртвене животиње“

## Партнерски градови
- Вјен
- Рајникендорф
- Бреда
- Гвадалахара
- Храдец Кралове
- Дрезден
- Висбаден
- Каунас
- Шарлот
- Лил
- Лавов
- Рамат Ган
- Гродно
- Скопље

## Знамените личности
- Карл Фридрих Лесинг (1808—1880), немачки сликар
- Адолф Андерсен (1818—1879), немачки шахиста
- Паул Алберт Гордан (1837—1912), немачки математичар
- Фриц Хабер (1868—1934), немачки хемичар
- Ервин фон Вицлебен (1881—1944), немачки официр
- Макс Борн (1882—1970), немачки физичар
- Манфред фон Рихтхофен (1892—1918), немачки пилот
- Станислав Толпа (1901—1996), пољски биолог

### Званичне и уопштено о граду
- Званични веб-сајт
- Виртуелни Вроцлав Архивирано на веб-сајту  (10. јул 2006) (језик: пољски)
- Живот у Вроцлаву: Путнички и туристички водич кроз Вроцлав (језик: енглески)

### Аутобуски и трамвајски транспорт
- Путеви и Комуникације Архивирано на веб-сајту  (6. јул 2006) (језик: пољски)
- Доње Шлеске аутобуске линије у Вроцлаву (језик: пољски)
- Фирма URBUS (језик: пољски)